# Wynne Godley
Wynne Godley (Londra, 2 settembre 1926 – 13 maggio 2010) è stato un economista britannico di scuola post-keynesiana, noto per il suo pessimismo verso l'economia britannica e la sua critica nei confronti del governo Britannico..

## Vita
Nato a Londra, frequentò la Rugby School per poi studiare politica, filosofia ed economia al New College di Oxford, dove Isaiah Berlin fu uno dei suoi insegnanti; si adoperò per diventare un musicista professionista, studiando al Conservatorio di Parigi per tre anni e diventando primo oboista alla BBC Welsh Orchestra. Tuttavia l'ansia da palcoscenico lo fece desistere dal proseguire la carriera di musicista, anche se rimase interessato alla musica e fu direttore della Royal Opera dal 1976 al 1987.
Nel 1955 sposò Kitty Epstein, figlia dello scultore Jacob Epstein, che utilizzò la sua testa come modello per la sua statua di St. Michael nella Cattedrale ricostruita di Coventry.
Dopo la conclusione della sua carriera musicale diventò un economista alla Metal Box ed in seguito, dal 1956 al 1970, lavorò al tesoro dove si occupò di problemi di politica macroeconomica e previsioni a breve termine, mediando la materia economica e politica, inclusa la svalutazione del pound del 1967 sotto Harold Wilson.
Durante il suo lavoro al Tesoro incontrò Nicholas Kaldor, che lo persuase ad andare all'Università di Cambridge dove diventò fellow del King's College e direttore del dipartimento di economia applicata, anche se continuò a lavorare saltuariamente come un consulente economico governativo e fu segnalato come uno dei "Sei uomini saggi" (consulenti economici esterni) di Norman Lamont.
Predisse che il boom economico del 1973-74 sarebbe concluso e che la disoccupazione avrebbe colpito 3 milioni di persone negli anni '80, una previsione che gli fece guadagnare il soprannome di "Cassandra dei Fens". I suoi contributi alla politica del Tesoro furono riconosciuti da Dave Ramsden, capo consigliere economico del tesoro.
Negli anni 2000, coincidenti con un periodo di apparente e ampiamente voluta stabilità, quello che emerse da Godley fu la sua analisi precisa e la sua precognizione sulla incombente crisi economico finanziaria ed il ruolo potenziale per quello che sarebbero diventate da quel momento le direzioni politiche innovative con le quali rispondervi.
Nel 1992 mise in guardia sul fatto che senza una politica fiscale comune che rimpiazzasse gli scambi monetari ci sarebbero stati problemi nell'eurozona.

## Libri
- Wynne Godley and Marc Lavoie, 2007. Monetary Economics: An Integrated Approach to Credit, Money, Income, Production and Wealth, Palgrave MacMillan. ISBN 0-230-50055-2 Description.
- Wynne Godley and T. Francis Cripps, Macroeconomics, ISBN 0-19-215358-7